# Okres Bülach
Okres Bülach (německy Bezirk Bülach) je jedním z 12 okresů v kantonu Curych ve Švýcarsku. Administrativním centrem okresu je Bülach.

## Poloha
Okres se rozkládá na severozápadě kantonu Curych. Zahrnuje dolní údolí Glatttal a oblast Rafzerfeld. Vznikl v roce 1814 z východní části původně většího okresu Bülach.

## Seznam obcí
| Znak               | Název obce         | Počet obyvatel (31. 12. 2023) | Rozloha (km²) | Hustota zalidnění (obyv./km²) |
| ------------------ | ------------------ | ----------------------------- | ------------- | ----------------------------- |
| Bachenbülach       | Bachenbülach       | 4316                          | 4,31          | 1001                          |
| Bassersdorf        | Bassersdorf        | 12 186                        | 9,03          | 1350                          |
| Bülach             | Bülach             | 24 186                        | 16,09         | 1503                          |
| Dietlikon          | Dietlikon          | 8036                          | 4,25          | 1891                          |
| Eglisau            | Eglisau            | 5667                          | 9,06          | 625                           |
| Embrach            | Embrach            | 10 308                        | 12,69         | 812                           |
| Freienstein-Teufen | Freienstein-Teufen | 2379                          | 8,40          | 283                           |
| Glattfelden        | Glattfelden        | 5406                          | 12,29         | 440                           |
| Hochfelden         | Hochfelden         | 1987                          | 6,17          | 322                           |
| Höri               | Höri               | 3509                          | 4,79          | 733                           |
| Hüntwangen         | Hüntwangen         | 1107                          | 4,91          | 225                           |
| Kloten             | Kloten             | 21 272                        | 19,09         | 1114                          |
| Lufingen           | Lufingen           | 2840                          | 5,18          | 548                           |
| Nürensdorf         | Nürensdorf         | 5788                          | 10,22         | 566                           |
| Oberembrach        | Oberembrach        | 1105                          | 10,26         | 108                           |
| Opfikon            | Opfikon            | 21 553                        | 5,59          | 3856                          |
| Rafz               | Rafz               | 4766                          | 10,68         | 446                           |
| Rorbas             | Rorbas             | 3012                          | 4,44          | 678                           |
| Wallisellen        | Wallisellen        | 17 625                        | 6,42          | 2745                          |
| Wasterkingen       | Wasterkingen       | 577                           | 3,96          | 146                           |
| Wil                | Wil                | 1577                          | 8,94          | 176                           |
| Winkel             | Winkel             | 4929                          | 8,11          | 608                           |
| Celkem (22)        | Celkem (22)        | 164 131                       | 184,88        | 888                           |